# Eisenbahner im Betriebsdienst

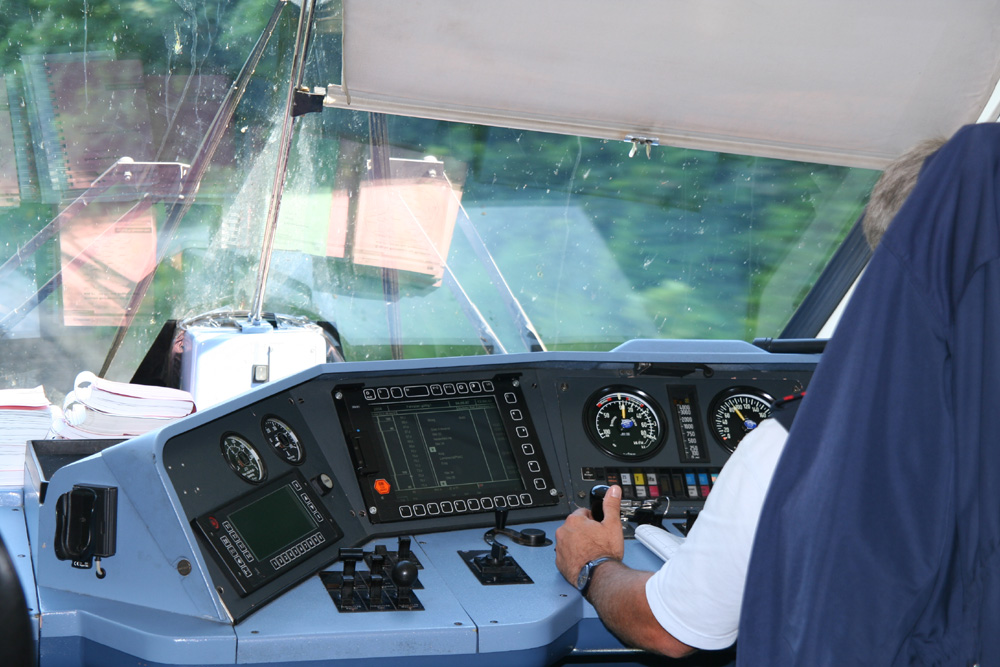
Arbeitsplatz des Triebfahrzeugführers im Führerstand eines Eisenbahnfahrzeuges

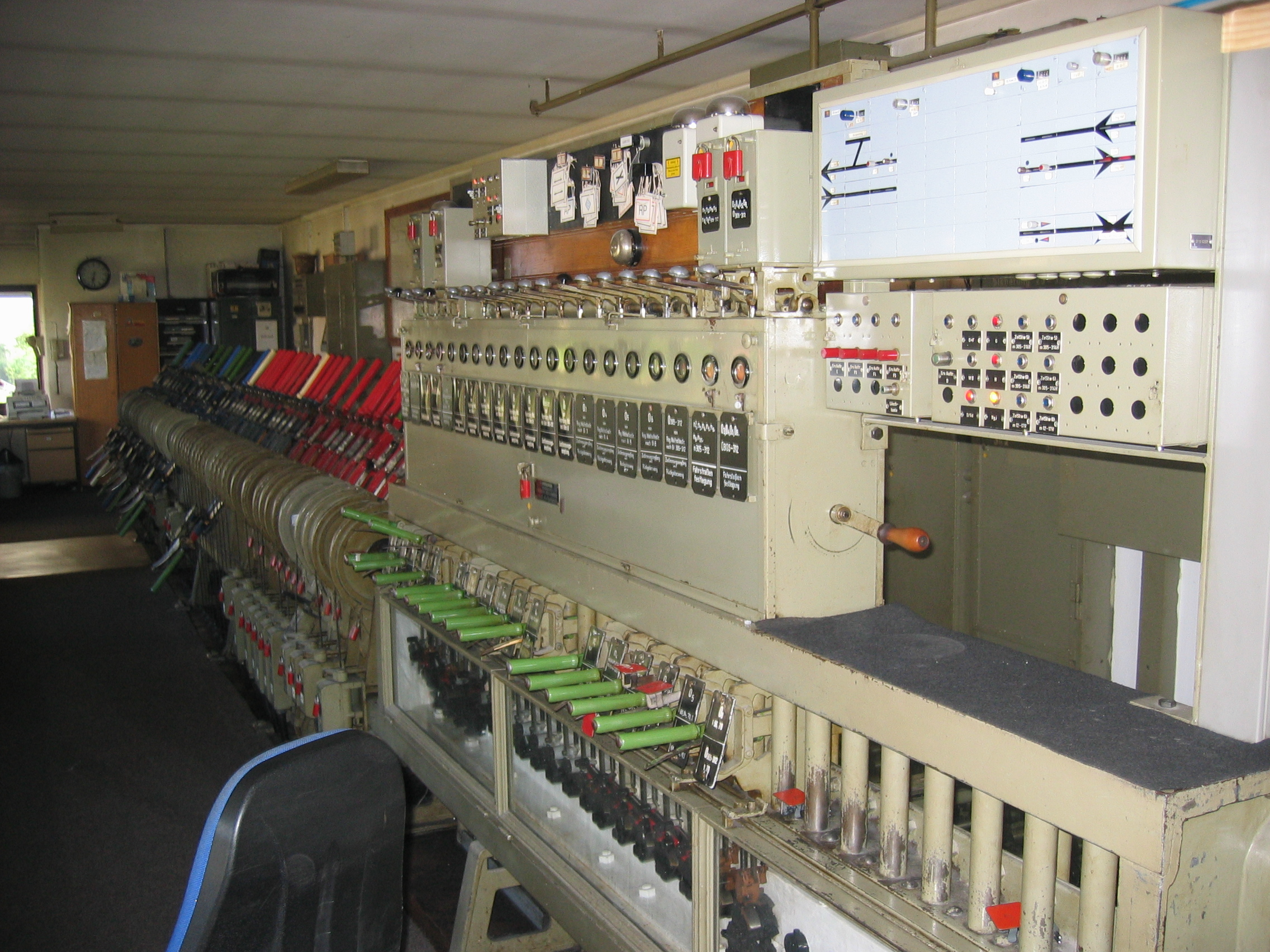
Arbeitsplatz des Fahrdienstleiters oder Weichenwärters im Stellwerk einer Betriebsstelle

Der Eisenbahner im Betriebsdienst (EiB) ist in Deutschland ein staatlich anerkannter Ausbildungsberuf nach dem Berufsbildungsgesetz.

## Ausbildungsdauer und Struktur
Die Ausbildungsdauer zum Eisenbahner im Betriebsdienst beträgt in der Regel drei Jahre. Die Ausbildung erfolgt im Betrieb und in der Berufsschule.
Der Beruf verfügt über zwei Fachrichtungen:
- Zugverkehrssteuerung (bis August 2022 Fahrweg)[2] und
- Lokführer und Transport.

Seit dem Ausbildungsjahr 2022 sind die Fachrichtungen voneinander getrennt. Zuvor hatten sich die Lerninhalte gemäß der Ausbildungsordnung von 2004 erst im Verlauf der Ausbildung differenziert. So beschäftigten sich Auszubildende der Fachrichtung Fahrweg auch beispielsweise mit dem Aufbau von Triebfahrzeugen und nahmen an der Prüfung der Industrie- und Handelskammer für Bremsprobe und Wagentechnik teil, während Auszubildende der Fachrichtung Lokführer und Transport den Aufbau und die Sicherungslogik eines Stellwerkes erlernten und unter anderem in der Zwischenprüfung auf das Anlegen eines Handverschlusses an eine Weiche geprüft wurden. Als Grund für die Trennung der beiden Fachrichtungen wurde angegeben, dass sich die Tätigkeitsfelder von Fahrdienstleitern und Triebfahrzeugführern auseinanderentwickelt hätten und sich nicht mehr in nur einem Ausbildungsberuf darstellen ließen. Mit den separaten Ausbildungen sollen die zu vermittelnden Kenntnisse und Fertigkeiten zielgerichteter auf die künftigen Arbeitsgebiete der Auszubildenden abgestimmt werden.

## Arbeitsgebiete
Eisenbahner im Betriebsdienst sorgen für den reibungslosen Transport von Personen oder Gütern im Eisenbahnverkehr. In Eisenbahnverkehrsunternehmen führen sie neben Zugfahrten auch Rangierfahrten durch, bilden Züge und prüfen diese auf Einsatzfähigkeit. Zudem sind sie in der Zugaufsicht tätig. In Eisenbahninfrastrukturunternehmen erfolgt der Einsatz auf dem Stellwerk.

### Fachrichtung Lokführer und Transport
In der Fachrichtung Lokführer und Transport liegt der Schwerpunkt auf dem Prüfen und Bedienen von Triebfahrzeugen. Eisenbahner in der Fachrichtung Lokführer und Transport werden überwiegend als Triebfahrzeugführer im Güter- oder im Personenverkehr in den Bereichen Regional- bzw. Fernverkehr eingesetzt. Ferner ist auch ein Einsatz als Zugdisponent oder Team- bzw. Gruppenleiter möglich, sofern eine entsprechende Fortbildung z. B. zum Meister für Bahnverkehr absolviert wurde. Während der Ausbildung durchlaufen die Auszubildenden auch Lernfelder, die für den späteren Einsatz nicht unbedingt von Belang sind, wie zum Beispiel eine Ausbildung zum Kundenbetreuer oder einen Einsatz in der Werkstatt.
Die Ausbildung wird von der Deutschen Bahn in den Geschäftsbereichen DB Cargo, DB Regio und DB Fernverkehr sowie von mehreren regionalen Verkehrsbetrieben angeboten.

### Fachrichtung Zugverkehrssteuerung
In der Fachrichtung Zugverkehrssteuerung erfolgt die Ausbildung zum Bedienen von Stellwerken im Regel- und Störungsfall. Der Einsatz erfolgt hierbei überwiegend als Fahrdienstleiter bzw. Weichenwärter, beispielsweise bei DB InfraGO.